# 雅蒂
雅蒂是巴西塞阿拉州的一个市镇。总面积312.584平方公里，总人口7102人，人口密度22.7人/平方公里。